# Bistum Gómez Palacio
Das Bistum Gómez Palacio (lat.: Dioecesis Gomez Palaciensis, span.: Diócesis de Gómez Palacio) ist eine in Mexiko gelegene römisch-katholische Diözese mit Sitz in Gómez Palacio.

## Geschichte
Das Bistum Gómez Palacio wurde am 25. November 2008 durch Papst Benedikt XVI. mit der Apostolischen Konstitution Metropolitanae Ecclesiae aus Gebietsabtretungen des Erzbistums Durango errichtet und diesem als Suffraganbistum unterstellt.

## Bischöfe von Gómez Palacio
- José Guadalupe Torres Campos, 2008–2014, dann Bischof von Ciudad Juárez
- José Fortunato Álvarez Valdéz, 2015–2018
- Jorge Estrada Solórzano, seit 2019